# Artur Avetisian
Artur Avetisian (en armenio: Արթուր Ավետիսյան; Ereván, 1 de enero de 1998) es un deportista armenio que compite en gimnasia artística. Ganó una medalla de bronce en el Campeonato Europeo de Gimnasia Artística de 2025, en la prueba de anillas.

## Palmarés internacional
| Campeonato Europeo | Campeonato Europeo | Campeonato Europeo | Campeonato Europeo |
| Año                | Lugar              | Medalla            | Prueba             |
| ------------------ | ------------------ | ------------------ | ------------------ |
| 2025               | Leipzig (Alemania) | Medalla de bronce  | Caballo con arcos  |